# Anastasiya Barannikova
Anastasiya Anatolyevna Barannikova (russe : Анастасия Анатольевна Баранникова) est une sauteuse à ski russe, née le 27 novembre 1987 à Perm, connue avant son mariage sous le nom d'Anastasiya Gladysheva (Анастасия Гладышева).

## Biographie
Elle commence sa carrière au plus haut niveau en 2009 dans la Coupe continentale. Elle participe à la première épreuve de la Coupe du monde nouvellement créée à Lillehammer en novembre 2011. Lors des Mondiaux 2013, elle prend la 26e place du concours individuel.
Elle remporte trois médailles lors de l'Universiade d'hiver de 2015 à Osrblie, dont celle de bronze en individuel et un titre par équipes.
Lors de la saison 2015-2016, où elle porte désormais le nom de Barannikova après son mariage, elle réalise son premier top 10 en Coupe du monde avec une 9e place à Nijni Taguil.
Durant la saison 2017-2018, elle monte sur deux podiums par équipes à Hinterzarten et au Mont Zaō, avant de prendre part aux Jeux olympiques de Pyeongchang, se classant 27e. Elle n'est plus revue en compétition depuis.

## Palmarès

### Jeux olympiques
| Épreuve / Édition | Pyeongchang 2018 |
| Petit tremplin    | 27e              |

### Championnats du monde
| Épreuve / Édition  | Val di Fiemme 2013 | Falun 2015 | Lahti 2017 |
| Individuel         | 26e                | 35e        | 21e        |
| Par équipes mixtes | 9e                 |            | 6e         |

### Coupe du monde
- Meilleur classement général : 25e en 2017.
- Meilleur résultat individuel : 9e.
- 2 podiums par équipes.

Palmarès au 9 février 2018.

#### Classements généraux annuels
| Année | Rang |
| 2012  | 49e  |
| 2013  | 42e  |
| 2014  | 45e  |
| 2015  | 44e  |
| 2016  | 32e  |
| 2017  | 25e  |
| 2018  | 27e  |

### Universiades
- Osrblie 2015 :
  -  Médaille d'or du concours par équipes.
  -  Médaille d'argent du concours par équipes mixtes.
  -  Médaille de bronze en tremplin normal individuel.